# Urtsuniwar
Urtsuniwar o Urchuniwar (اُرچؕنوار) es un dialecto de Kalasha-mun hablado en el valle de Urtsun en Chitral, Khyber Pakhtunkhwa, Pakistán. Se estima que el número total de hablantes de este dialecto ronda entre 2.900 y 5.700 personas.

## Historia
Los Kafir de Urtsun fueron uno de los últimos paganos de Afganistán-Pakistán en convertirse al Islam a mediados de 1900. El último Urtsun Kafir fue Mranzi, que se había casado con una mujer del valle de Kalasha de Biriu y se mudó del valle en 1940 justo cuando se convirtió al Islam. Se completó. Cambiaron el nombre de su idioma Kalasha-mun a Urtsuniwar y luego tomaron prestado en gran medida de Khowar y cambiaron su identidad. Más tarde, Urtsuniwar comenzó a divergir en un dialecto distinto de Kalasha-mun.

## Semejanzas
Se ha debatido si el Urtsuniwar es una lengua diferente o un dialecto de Kalasha-mun. Urtsuniwar y Kalasha son mutuamente inteligibles en un 70%. Urtsuniwar también comparte algunas similitudes con el idioma ushojo.